# Обонятельное искусство

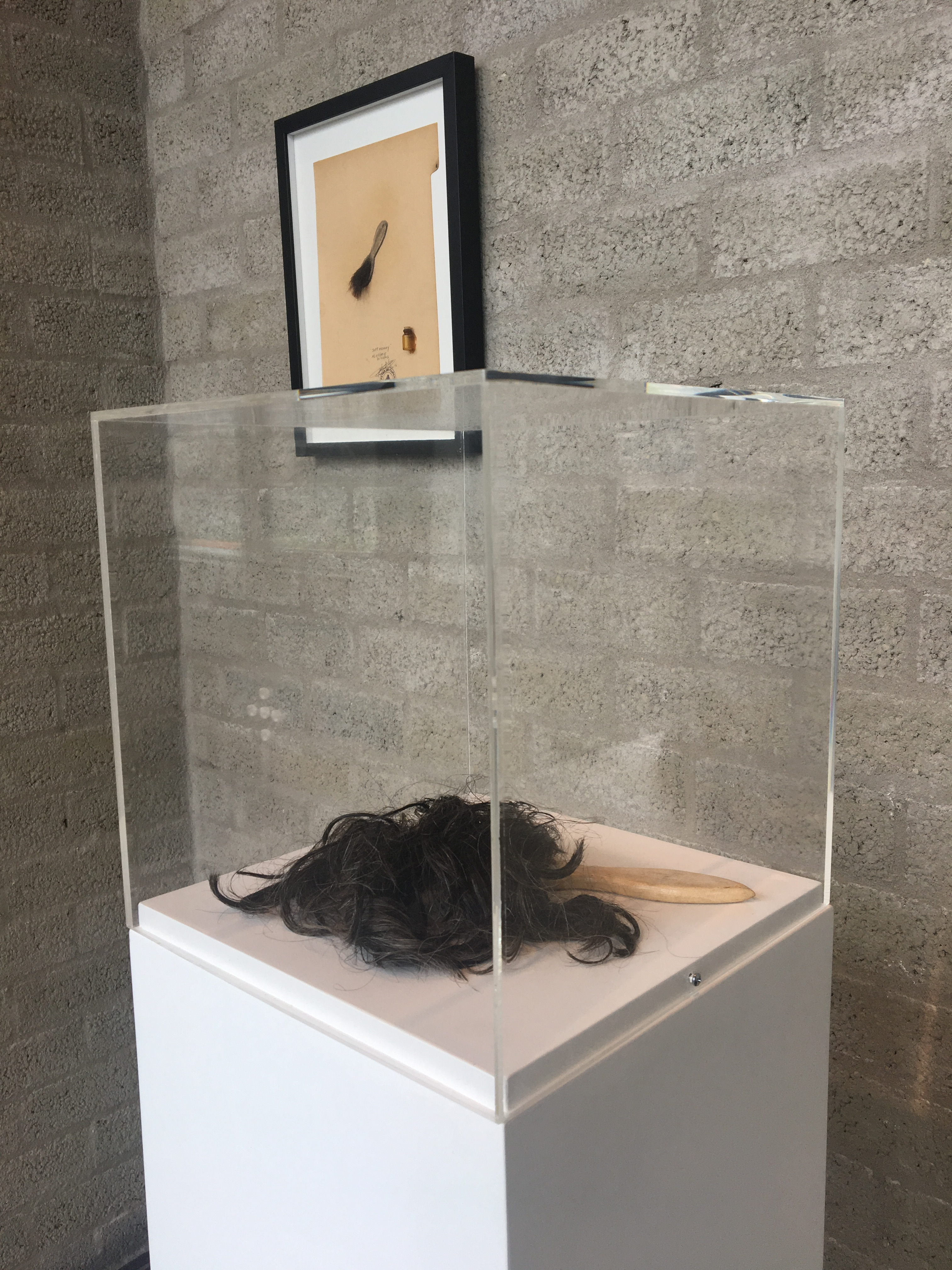
Мягкая память — щётка для волос с настоящими волосами, которые принадлежали выжившим во Второй мировой войне с ароматом пороха. Обонятельная работа Питера Де Купера.

Обонятельное искусство — форма искусства, которая использует ароматы как художественное средство. Обонятельное искусство включает в себя духи, а также другие применения ароматов. Форма искусства получила признание в среде искусствоведов в 1980-е годы. Марсель Дюшан был одним из первых художников, впервые применивших ароматы в искусстве.

## Примеры обонятельного искусства

Гай Блеус - Администрация Запах - Обонятельная работа - (2005)

В 1938 году поэт Бенджамин Перет поджаривал кофе за ширмами на Международной выставке сюрреализма, организованной Марселем Дюшаном, и, возможно, был одним из первых настоящих примеров обонятельного искусства.
Серия шахмат, в которых фигуры можно было различить только по запаху, была сделана художником Такако Сайто в 1965 году. Spice Chess и Smell Chess полагались на использование специй или ароматизированных жидкостей размещённых в фигурах. В Spice Chess чёрный король был наполнен асафетидой, чёрный ферзь — кайенским перцем, а чёрные слоны — тмином . Белые фигуры включали в себя пешки с корицей, коней с мускатным орехом и белого ферзя с анисом.
В 1978 году бельгийский художник Ги Блеус написал обонятельный манифест «Острые ощущения от работы с запахами» в котором он выражал сожаление по поводу отсутствия интереса к ароматам в изобразительном искусстве. Впоследствии он создавал ароматизированные картины, парфюмированные предметы, ароматические инсталляции и обонятельные представления. Во время своего выступления «Святой Пикассо» в Брюсселе, в июне 1980 года, он распылил на публике туман ароматов, которые он собрал в Грассе и Валлорисе и, наконец, с помощью горящего клея написал название «Святой Пикассо» на стене театра.
В 1994 году Клара Урситти провела выставку Автопортрет в аромате, эскиз №. 1 в Центре современного искусства в Глазго, Шотландия . Она проходила в специально построенном помещении, оборудованном датчиками движения и дозаторами ароматов.
На выставке Кристофа Лаудмиэля в Музее Гуггенхейма под названием Green Aria: Scent Opera было представлено более двух десятков ароматов, пропущенных через специальные «ароматические микрофоны» на 148 мест в сопровождении музыки. Некоторые микрофоны были призваны вызывать природные ароматы, в то время как другие были описаны как «Промышленные» или «Абсолютно нулевые».
«Sillage» — это обонятельное публичное произведение искусства Брайана Гоелтценлейхтера, в котором художник просит жителей города назвать запахи, связанные с различными районами города. Затем он переводит ответы в разлитые по бутылкам ароматы, представляющие каждый регион. Кульминацией проекта является мероприятие в художественном музее, во время которого посетители опрыскиваются запахом своего района и им предлагается общаться с другими людьми, что бы почувствовать разницу. Получающийся в результате ароматный портрет призван стимулировать диалог между людьми и обеспечивать представление демографического музея. В 2014 году музей искусств Санта-Моники (ныне Институт современного искусства в Лос-Анджелесе) принимал у себя этот проект. В 2016 году этот же проект был реализован в Художественном музее Уолтерса в Балтиморе.
Выставка LacrimAu чешского художника Федерико Диаса, прошедшая в Шанхае, позволяла зрителям войти в стеклянный куб с золотой слезой высотой 30 дюймов, после чего на их головы крепились специальные датчики, которые считывали мозговые импульсы, и преобразовывали их в уникальный для каждого человека аромат.

## Художники
- Гай Блеус
- Питер де Купере
- Аззи Глассер
- Брайан Гоелтценлейхтер
- Кристоф Лаудамиэль
- Анник Менардо
- Гайель Наллс
- Сиссель Толаас
- Маки Уэда
- Клара Урситти